# Tete Montoliu
Vicente Montoliu Massana, más conocido como Tete Montoliu (Barcelona, 28 de marzo de 1933-Barcelona, 24 de agosto de 1997) fue un pianista y compositor español de jazz, el primero que trascendió las fronteras y alcanzó nivel internacional. Su estilo está muy influenciado por artistas como Duke Ellington, John Coltrane y Thelonious Monk.

## Trayectoria
Ciego de nacimiento, comenzó a tocar el piano desde su infancia, influido por una familia de gran vocación musical. Se inició en el mundo del jazz atraído por la música de Art Tatum, otro gran pianista ciego, y Earl Hines.
Su trayectoria profesional comenzó en mayo de 1954, como pianista de la orquesta del bolerista venezolano Lorenzo González. En el Hot Club de Barcelona, donde tocó con frecuencia con el saxofonista Don Byas, conoció a Lionel Hampton, que lo incorporó a una grabación suya en 1956. En 1958 actuó por primera vez fuera de España, en Cannes, acompañado por Art Taylor y Doug Watkins. 
En los años 1960, tocó con frecuencia en Berlín, junto a Albert Mangelsdorff, a Chet Baker, a Sahib Shihab, y a Herb Geller, así como en Copenhague, junto a Dexter Gordon, Archie Shepp, Kenny Dorham y Roland Kirk, entre otros. En 1967, grabó con Richard Davis y Elvin Jones, en los Estados Unidos, para Impulse! (aunque dichas grabaciones no llegan a editarse en álbum) y, ya de vuelta a Europa, publicó varios discos como acompañante y como director. 
Volvió a Estados Unidos en dos ocasiones (1979 y 1980), y trabajó con Bobby Hutcherson, con Ben Webster, con Lucky Thompson, con Anthony Braxton y con George Coleman, con quienes también realizó diversas grabaciones. También tocó con músicos como Chick Corea, Paquito D'Rivera, Stan Getz y Stéphane Grappelli. En el ámbito español, realizó un gran número de sesiones junto a Núria Feliu, o con su inseparable trío: el formado con contrabajista Horacio Fumero
Falleció el 24 de agosto de 1997 en Barcelona a las 11 y 40 en el Hospital Clínico de Barcelona, a los sesenta y cuatro años, víctima de un cáncer de pulmón. Tras su muerte, se crea la Bienal Premios Tete Montoliu de Jazz.

## Estilo
Desarrolló su forma de tocar partiendo de la influencia de Bud Powell y, en menor medida, de Lennie Tristano, aunque logró un estilo personal, percusivo, repleto de swing y muy bluesy, que lo convirtieron en la figura más internacional del jazz español, y en un acompañante reclamado por las figuras estadounidenses de paso por Europa. Su papel en la escena española fue similar al de Martial Solal en la francesa.

## Discografía

### Como director
- 1965: A Tot Jazz (Concèntric)
- 1965: A Tot Jazz/2 (Concèntric)
- 1966: Tete Montoliu Presenta Elia Fleta (Concèntric), con Elia Fleta
- 1968: Piano for Nuria (SABA)
- 1969: Tete Montoliu interpreta a Serrat (Discophon)
- 1970: Lliure Jazz (Discophon)
- 1971: Body & Soul (Enja)
- 1971: That's All (SteepleChase, 1985)
- 1971: Lush Life (SteepleChase, 1986)
- 1971: Songs for Love (Enja, 1974)
- 1971: Recordando a Line (Discophon)
- 1973: Temas Hispanoamericanos (Ensayo)
- 1974: Catalonian Fire (SteepleChase)
- 1974: Music for Perla (SteepleChase)
- 1974: Tete! (SteepleChase)
- 1974: Vampyria (BASF), con Jordi Sabatés
- 1976: Tête à Tete (SteepleChase)
- 1976: Tootie's Tempo (SteepleChase, 1979), con Albert "Tootie" Heath
- 1976: Words of Love (SteepleChase, 1978)
- 1977: Blues for Myself (Ensayo)
- 1977: Meditation (Timeless), con George Coleman
- 1977: Yellow Dolphin Street (Timeless)
- 1977: Secret Love (Timeless)
- 1977: Boleros (Ensayo)
- 1978: Catalonian Folksongs (Timeless)
- 1979: Al Palau (Zeleste-Edigsa)
- 1979: Live at the Keystone Corner (Timeless, 1981)
- 1979: Lunch in L.A. (Contemporary)
- 1980: Boston Concert (SteepleChase)
- 1980: I Wanna Talk About You (SteepleChase)
- 1980: Catalonian Nights Vol. 1 (SteepleChase, 1981) con Albert "Tootie" Heath y John Heard
- 1980: Catalonian Nights Vol. 2 (SteepleChase, 1985) con Albert "Tootie" Heath y John Heard
- 1980: Catalonian Nights Vol. 3 (SteepleChase, 1998) con Albert "Tootie" Heath y John Heard
- 1982: [Face to Face (SteepleChase, 1984) con Niels-Henning Ørsted Pedersen
- 1984: Carmina (Jazzizz)
- 1986: The Music I Like to Play Vol. 1 (Soul Note)
- 1986: The Music I Like to Play Vol. 2 (Soul Note, 1989)
- 1988: Orquestra Taller de Músics de Barcelona amb Tete Montoliu (Justine)
- 1989: New Year's Morning '89 (Fresh Sound Records|), con Peter King (Alfa Records)
- 1992: Music for Anna (Mas i Mas)
- 1995: Per sempre, Tete (DiscMedi)
- 1995: Tete en la Trompetilla: En Vivo (SRP Discos)
- 1995: Tete Montoliu en el San Juan (Nuevos Medios)
- 1996: Montoliu Plays Tete (DiscMedi)
- 1996: T'Estimo Tant (DiscMedi)
- 1997: Palau de la Musica Catalana (DiscMedi)
- 1997: Momentos inolvidables de una vida (Fresh Sound)
- 2005: Jazz en España (Rtve)

### Como acompañante
Con Pilar Morales
- Tete Montoliu y su conjunto Tropical. Disco Columbia ECGE 70242  QE837-8  (1956)
- Tete Montoliu y su conjunto Tropical. Disco Columbia ECGE 70243  QE835-6  (1956)
- Tete Montoliu y su Conjunto. Disco Philips 421 262 PE  (1957)

Con Anthony Braxton
- In the Tradition (SteepleChase, 1974)
- In the Tradition Volume 2 (SteepleChase, 1974 [1977])

Con Núria Feliu
- Núria Feliu with Booker Ervin (Edigsa, 1965) con Booker Ervin

Con Dexter Gordon
- Cheese Cake (SteepleChase, 1964 [1979])
- King Neptune (SteepleChase, 1964 [1979])
- I Want More (SteepleChase, 1964 [1980])
- Love for Sale (SteepleChase, 1964 [1981])
- It's You or No One (SteepleChase, 1964 [1983])
- Billie's Bounce (SteepleChase, 1964 [1983])
- Bouncin' with Dex (SteepleChase, 1976)

Con Duško Gojković
- After Hours (o Ten To Two Blues, Enja, 1971)

Con Eddie Harris
- Steps Up (SteepleChase, 1981)

Con Rahsaan Roland Kirk
- Kirk in Copenhagen (Mercury, 1963)
- Dog Years in the Fourth Ring (32 Jazz, 1997)

Con Charlie Mariano
- It's Standard Time Volume 1 (Fresh Sound)
- It's Standard Time Volume 2 (Fresh Sound)

Con Jordi Sabatés
- Tot l'Enyor de Dema (Edigsa, 1976)

Con Archie Shepp y Lars Gullin<ref>Lars Gullin (Lars Gunnar Victor Gullin, 1928 - 1976): músico sueco de jazz, especializado en el saxo barítono.
- The House I Live In (SteepleChase, 1963 [1980])

Con Buddy Tate
- Tate a Tete (Storyville, 1975)

Con Lucky Thompson
- Soul's Nite Out (Ensayo, 1969)

Con Ben Webster
- Ben Webster Meets Don Byas (MPS, 1968) con Don Byas
- Ben Webster in Hot House (Hot House, 1972 [1979])
- Gentle Ben (Ensayo, 1972)